# Union évangélique baptiste d’Espagne
L’Union évangélique baptiste d’Espagne (espagnol : Unión Evangélica Bautista de España) est une association chrétienne évangélique d'églises baptistes en Espagne. Elle est affiliée à l’Alliance baptiste mondiale et la Fédération des entités religieuses évangéliques d'Espagne. Son siège est situé à Madrid.

## Histoire

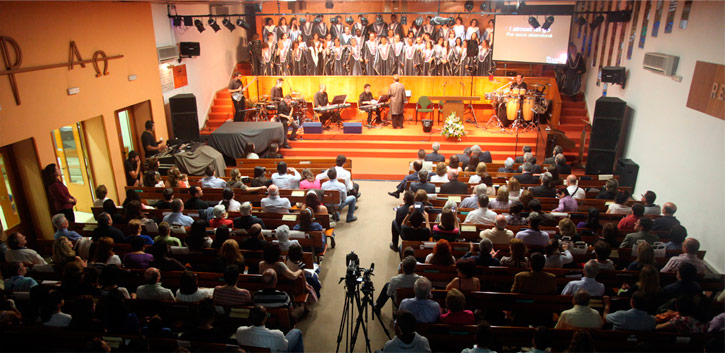
Service à la Première église évangélique baptiste de Madrid.

L’Union a ses origines dans l’établissement de la première église
baptiste à Madrid par William J. Knapp en 1870.  Dans les années 1920, plusieurs églises baptistes ont également été fondées par des missions américaines du Conseil de mission internationale.  En 1922, l’Institut théologique baptiste (devenu Faculté de théologie de l'Union baptiste évangélique d'Espagne) est inauguré à Barcelone. En 1923, l’Union est officiellement fondée. En 1928, la première convention a lieu.  En 2004, l’Union avait 91 églises .  Selon un recensement de l’association, en 2023 elle disait avoir 175 églises et 11,438  membres.

## Organisation missionnaire
La convention a une organisation missionnaire, Misiones Internacionales .

## Programmes sociaux
Elle a une organisation humanitaire, Ministerio de Obra Social .